# Филолошки преглед
Филолошки преглед је научни часопис који је покренут 1963. године и континуирано је публикован до 1985. године.

## О часопису
Прву серију Филолошког прегледа су уређивали: 
- Драган Недељковић, професор Филолошког факултета у Београду и Универзитета у Нансију, и
- Мирко Кривокапић, професор Филолошког факултета у Београду.

Нова серија часописа је започета 1997. године од броја XXIV 1997 1-2.
Филолошки преглед који је излазио у  издању Савеза друштава за стране језике и књижевности СФРЈ, био је научни часопис посвећен пре свега страној филологији. У оквиру њега су сарађивали не само научници из земље, већ и из иностранства. Када је престао да излази због недостатка финансијских средстава, настала је празнина у научном животу, јер је то био једини часопис који је покривао област страних књижевности. Захваљујући помоћи Министарства за науку и технологију Републике Србије часопис почиње да излази само у издању Филолошког факултета, али је сасвим отворен за сарадњу са другим научним центрима у нашој земљи. 
У свом обновљеном издању, часопис задржава програмско опредељење за страну филологију и наставља да објављује научне студије, расправе, огледе, истраживања, грађу, критичке осврте и приказе, пре свега из области страних књижевности, укључујући и компаратистичке студије које осветљавају односе између различитих страних књижевности, као и теоријске радове са подручја књижевне естетике, методологије, стилистике, али не искључује ни радове из области лингвистике.

## Главни одговорни уредник
Главни и одговорни уредник часописа Филолошки преглед је Јелена Новаковић.

## Уредништво
Уредништво часописа чине:
- др Пјер Мишел
- др Герхард Ресел
- др Пол Луј Тома
- др Ерман Артун
- др Дина Манчева
- др Жељко Ђурић
- др Петар Буњак
- др Катарина Расулић
- др Тања Поповић
- мр Бранка Гератовић

## Издавач
Издавач часописа Филолошки преглед је Филолошки факултет са седиштем у Београду.